# Sambão
O Grêmio Recreativo Escola de Samba Sambão é uma escola de samba que nasceu de um movimento liderado por vários jovens da conhecida Baixa da Égua, localizada no centro de Teresina.
É uma das maiores agremiações do Carnaval Teresinense detentora de 4 títulos, sendo bi-campeã seguida por duas vezes 1976,1977 e 1987,1988.
O saudosismo do Sambão faz questão de reverenciar sambistas que passaram pela Escola como Claudete Trindade, Rainha do Carnaval, Miss Piauí e Miss Simpatia. Mas o que deixa a Diretoria da escola orgulhosa é o fato de ser a única que desfilou ininterruptamente todos os anos.
Também é a única em muitas coisas: nunca deixou de desfilar; possui sede própria e comunidade; desenvolve ações sócio-culturais e educativas, como o projeto de prevenção a DST/AIDS intitulado “O taxista na rota da prevenção”; oferece aulas de percussão com menores em situação de risco; além de palestras e eventos na área da saúde pública.

## História
O nome "Sambão" nasceu logo após o desfile do bloco de sujos "Turma Alegre e sem dinheiro" em 1972. Formado por jovens da região conhecida como baixa da égua, mais precisamente na Quinta Velha, embaixo de um umbuzeiro na Rua Benjamin Constant. A turma que se reunia à sombra do saudoso Umbuzeiro resolveu desfilar como bloco de sujos, causando "frisson" na Avenida Frei Serafim devido ao número de componentes e ao ritmo frenético de sua bateria. Segundo Marcelino Filho, um dos fundadores da escola, por onde o bloco passava se ouvia, aplausos e palavras como "Eita que Sambão!".

### Década de 70 e primeiros desfiles
Após o carnaval de 1972 o pessoal do bloco resolveu dar um salto, e inscreve-se para disputar o título do carnaval como escola de samba junto com as escolas tradicionais. E assim no dia 17 de janeiro de 1973 nasceu oficialmente o Grêmio Recreativo Escola de Samba Sambão. O empenho de toda a comunidade resultou em um festejado 3° terceiro lugar, com direito a três dias de desfile.
Em 1974 o Sambão cresceu em número de componentes e atraiu teresinenses de todas as classes sociais. Neste ano a escola resolveu oficializar as cores rosa e branco como sendo as de sua bandeira e apresentou o tema "Miscigenação Brasileira", ficando com um honroso segundo lugar.
Em 1975 conquista mais um vice campeonato.
O ano de 1976 foi o da consagração para o GRES Sambão. Naquele ano surgiria o primeiro campeonato com "Saudações aos Orixás". A escola desfilou muito luxo na avenida e assim sangrando-se pela primeira vez campeã. Para grande euforia da comunidade da Baixa da Égua...
Em 1977 novamente repete o grande show na avenida Frei Serafim, com o enredo "Os Signos Zodiacais", o Sambão sagra-se bicampeão do carnaval de rua de Teresina. E cada vez mais conquistando o carinho da população de Teresina.
Já em 1978 com o enredo "Mudança da Capital", a rosa e branca homenageou a Imperatriz Teresa Cristina que inspirou o nome da capital do Piauí, que veio a ser trocada de Oeiras, a escola ressaltou a importância da história de Teresina, mas ficou apenas com o 3° lugar na classificação geral.
Em 1979 o entusiasmo, o luxo e a beleza do Sambão não conseguiram emplacar no carnaval na avenida uma boa classificação, pelo menos na avaliação dos jurados. A escola ficou com um amargo 5° lugar.

### Década de 80 tetracampeonato e a desativação do carnaval de Teresina
Em 1980 o Sambão cantou "O Baralho", mas o enredo não atingiu os objetivos da escola que ficou apenas com um 4° lugar.
No ano de 1981, novamente o Sambão retoma o vice-campeonato, com o enredo "Exaltação Ecológica", um desfile em defesa da natureza e dos animais, agradando boa parte dos jurados e do publico presente na avenida Frei Serafim.
Em 1982 a escola deu o recado na avenida, mas ficou apenas com o 4° lugar.
Em 1983 na comemoração dos "Dez anos de Sambão" o enredo festivo não foi suficiente para empolgar os jurados e a escola ficou novamente com o 4° lugar.
No ano de 1984 o Velho Monge foi cantando pelo Sambão no enredo "Rio Parnaíba", que exaltava as belezas deste rio piauiense, mas que também falava dos problemas como a sua poluição ao longo dos anos, mesmo assim levantando a bandeira da preservação a escola ficou novamente com um 4° lugar, veja o trecho do samba enredo de autoria do seu Manoel Messias, considerado por muitos como uma verdadeira poesia...
"De lá pra cá o rio cresce
O rio é permanente em constante formação
No inverno ele enche, no verão quase seca
Surgindo as coroas que nos alegram e entristece
Velho Monge foi assim que o poeta te chamou e te chamou
O saudoso amarantino da Costa e Silva
Que em suas águas se inspirou
Banha vinte municípios embeleza a capital
A barragem de boa esperança
É um fruto do seu leito natural
Seu doutor não deixe o rio morrer
Velho Monge esta morrendo
Faça o rio reviver"...
Em 1985 o 4° lugar já estava se tornando uma história chata, mas foi esta a colocação da escola novamente, ou seja de 1982 a 1985 o Sambão só ficou na quarta colocação. Neste ano a escola começaria a traçar a sua rota em direção ao tetra campeonato que começaria em breve.
No ano de 1986 começa a grande virada da escola com o enredo  "Índio Thucarramãe" o Sambão conquista um surpreendente vice-campeonato. Mas ficaria pro ano seguinte a realização do grande objetivo, ser tri campeão do carnaval.
O sonho do tri foi realizado em 1987, a festa se completou com o enredo "Na Boca do Povo, Os Bilinguinguins do Magro de Aço", que homenageou o jornalista Carlos Said. A homenagem foi tão importante para a escola quanto para o homenageado, que tinha contraído uma doença degenerativa na voz, e se encontrava completamente sem fala na ocasião. Conta-se que na hora do desfile, de tanta emoção, o velho jornalista voltou a falar, emocionando a todos. Por fim, o sambão conquistou o 1° lugar e o campeonato sagrando-se tricampeão do carnaval de rua de Teresina.
O samba enredo foi composto por Manoel Messias, Alexandre Naca, Magno Aurelio e Magnaldo Cardoso, no samba, a escola utilizou um termo que marca os comentários de Carlos Said até hoje: "Bilinguinguins". Said conta que o termo é uma gíria esportiva fantástica, que marca o futebol no início do século, época na qual o esporte era recheado pela língua inglesa, vejamos o trecho do samba abaixo...
"Como era bom aos domingos
Bandeira puro cetim
Nos comentários
Tinha sim bilinguinguins "...
No ano de 1988 mais uma conquista, o tão sonhado tetra, uma homenagem ao centenário da abolição da escravatura com enredo "Mãe África" rendeu mais uma vez o 1° lugar para o Sambão, sagrando-se tetracampeão do carnaval de rua de Teresina.
Em 1989 o enredo "Brasil, país das Maravilhas" não desfilou porque o desfile das escolas de samba ficaria sem acontecer até o ano de 1998.

### Final da década de 1990 e começo dos anos 2000, a volta do carnaval, anos difíceis, e o quase rebaixamento
Em 1998 marcou a volta dos desfiles das escolas de samba de Teresina após sete anos de desativação, na volta do carnaval o desfile seria o ultimo a ser realizado na avenida Frei Serafim. O Sambão assim como as outras escolas desfilou sem competir, com o enredo "As Sete Maravilhas do Piauí".
O ano de 1999 foi o primeiro desfile das escolas de samba de Teresina na avenida Marechal Castelo Branco, a nova passarela do samba da cidade. O Sambão ficou em 5° lugar, mas não perdeu o entusiasmo nem a garra. A comunidade aplaudiu o desfile da rosa e branco.
Em 2000 no monumental desfile da virada do milênio, o Sambão levou para a avenida "A lenda da Cana de Açúcar", com um desfile considerado tecnicamente fraco perdendo vários pontos nos quesitos alegorias e adereços, conjunto, evolução e harmonia, a rosa e branco conseguiu apenas o 5° lugar na classificação geral ficando a frente apenas da ultima colocada a Mocidade Alegre do Parque Piaui e atrás de escolas menos expressivas como a Unidos do Cabral que até então era recém criada.
Em 2001 o enredo "O novo milênio na visão criativa" ganhou destaque porque conseguiu levantar temas palpitantes como o perigo da AIDS e a importância da camisinha nas relações sexuais, a questão dos ET's e disco voadores e a forte influência da informática na sociedade moderna. Mais uma vez com um desfile muito abaixo das expectativas, e com buracos nítidos nas alas, a escola só conseguiu novamente um amargo 5° lugar.
Em 2002 no aniversário dos 150 anos de Teresina, tudo era festa e o Sambão levou para a avenida o enredo "Parabéns a Teresina pelo seu sesquicentenário", referenciando comidas típicas, folclore, lendas e o crescimento da nossa querida cidade verde. Neste ano a Unidos da Saudade resolveu voltar como escola de samba, e portanto o carnaval ficaria com 7 escolas, Ziriguidum, Brasa Samba, Skindô, Sambão, Unidos do Cabral, Mocidade Alegre do Parque Piaui e Unidos da Saudade, então foi decidido em uma reunião entre a LEST e a COC que haveria 2 grupos, um grupo sendo o principal com quatro escolas e outro sendo de acesso com três escolas, e com o resultado deste carnaval de 2002 as três ultimas colocadas formariam o segundo grupo para o ano de 2003.O Sambão mais uma vez com vários problemas fez um desfile de muita garra e determinação que garantiu o 4° lugar ficando a frente da Unidos do Cabral em quinto, e a ssim conquistou a permanência da escola na elite do carnaval.
O carnaval de 2003 para o sambão foi sem dúvida de tirar o folego, a escola comemorava seus 30 anos de existência, neste ano ficaria assim os grupos, o principal com 4 escolas consideradas grandes,... Ziriguidum, Skindô, Brasa Samba e Sambão, as três primeiras vinham de campeonatos conquistados recentemente, e o segundo grupo ficou com Unidos do Cabral, Unidos da Saudade e Mocidade Alegre do Parque Piaui, as vésperas do carnaval daquele ano, em janeiro a Unidos do Cabral declarou que não iria desfilar mais no carnaval de rua de Teresina contestando a decisão de no ano anterior ter caído e assim apenas 2 escolas disputaram o segundo grupo.
Sem dúvidas o maior medo da comunidade rosa e branco era disputar mais uma vez pra não cair, e se ficasse de novo em quarto lugar teria que disputar o segundo grupo uma coisa inédita em toda a sua historia, pois o Sambão sempre disputou os carnavais desde a sua fundação no primeiro grupo, jamais tinha caído e sempre se orgulhava disso. O Sambão desfilou com o enredo "De cidade em cidade histórica do quase deu certo ou vai ou racha Piaui na última fronteira agrícola", a escola contou a historia dos principais ciclos econômicos do estado, até o cerrado no sul do Piauí como a ultima fronteira agrícola do Brasil, um celeiro de esperança e fé na promessa de desenvolvimento econômico do Piauí.
A comunidade da baixa da égua superou todos os problemas dos anos anteriores e fez um desfile muito bonito, acima da expectativa, e se preparou para apuração confiante de que tinha feito um bom desfile, mas na leitura dos dois primeiros quesitos alegoria e fantasias a escola estava em quarto lugar, justamente esta posição que levaria a escola para o segundo grupo, mas a partir do quesito comissão de frente as coisas começariam a mudar, um fato curioso neste carnaval de 2003 é que a Brasa Samba quando se preparava para fazer o seu desfile da terça feira, (na época eram dois dias de desfile, domingo e terça e os dois dias contavam as notas), ocorreu uma confusão interna envolvendo o casal de mestre sala e porta bandeira, com isso a escola desfilou na avenida Marechal Castelo Branco sem o seu casal, e assim acabou recebendo duas notas 5,0 a mais baixa nota que podia ser dada na apuração pelos jurados. Com a perda desses pontos preciosos a Brasa Samba acabou sendo superada pelo Sambão na apuração, e assim ficando com o 4° lugar com 114,50 pontos sendo rebaixada para o segundo grupo, e o Sambão ficou com o 3° lugar com 135,50 pontos, atras da Skindo 154,50 pontos e a campeã Ziriguidum com 157 pontos. O titulo de campeã do segundo grupo ficou com a Unidos da Saudade com 125 pontos contra a Mocidade Alegre do Parque Piaui com 120,50 pontos.
Em 2004 o Sambão entrou na avenida com o enredo "Brasil, país de todos os povos" que contou a historia da miscigenação brasileira, com um desfile abaixo do esperado a escola ficou em 4° lugar, mas neste ano a Brasa Samba entrou com um recurso antes dos desfiles para acabar com o segundo grupo, em 2004 estreou uma escola nova, que desfilaria apenas neste ano, a GRES Nossa Cara, com as cores preto e branco, ela iria disputar o segundo grupo, mas por insatisfação de alguns componentes do GRES Brasa Samba que não concordavam em disputar com as escolas menores, a mesma se considerou uma escola fundadora do carnaval e não poderia passar por tal vexame, a COC e a LEST extinguiram o segundo grupo ainda antes do desfile de 2004, e assim as escolas desfilaram novamente em apenas um único grupo principal com sete escolas de samba.

### Superação e a volta por cima
A partir do ano de 2005 o Sambão resolve dar um salto nos modelos de gestão de seus desfiles, conseguindo muito recurso próprio através de festas, bingos e doações de patrocínios. A escola resolveu homenagear o Mercado Central São José, mais conhecido como "O mercado central de Teresina", com grandes carros alegóricos diferentemente de outros anos, mais alas,e com agora a bateria sob o comando de mestre Naka, conseguiu assim atingir o 3° lugar, bastante comemorado pela comunidade.
Em 2006 a passarela do samba do carnaval de Teresina mais uma vez foi modificada, e os desfiles seriam realizados na avenida Cajuína, localizada na zona leste da cidade. Foi um carnaval marcado por problemas no primeiro dia de desfile em relação ao mal tempo, no domingo nenhuma escola de samba desfilou, com a ordem dos desfiles definida o Sambão era a primeira escola a entrar na avenida abrindo os desfiles, e assim logo quando começou a passar o som eis que uma grande chuva veio a cair trazendo vários transtornos em relação as estrutura elétricas do carro de som e da avenida, e também aos carros alegóricos das escolas... assim foi cancelado os desfiles do domingo, e as escolas desfilariam apenas na terça feira de carnaval. O Sambão abriu os desfiles com o enredo "Na corte do momo a mágica metamorfose do carnaval" conquistando apenas o 4° lugar.
A cada ano que passava a escola continuava crescendo, em 2007 o enredo foi uma homenagem a cidade piauiense de Esperantina e sua cachoeira do urubu, com o titulo "Da saga do boi à rota do sol e das águas, Esperantina, terra da boa esperança". Contando com o apoio da prefeitura municipal de Esperantina através do prefeito Felipe Santolia. Mais uma vez nas vésperas do carnaval a rosa e branca foi prejudicada, desta vez um suposto furto de um gerador que forneceria energia pra iluminação do carro abre alas o carro principal que contava a historia da cidade de Esperantina. Assim a escola teve que desfilar com o carro sem iluminação fazendo com que perdesse vários pontos no quesito alegoria e adereços, além de algumas falhas em outros quesitos, terminando desta forma  o carnaval mais uma vez no 4° lugar. Um fato inusitado neste desfile foi a presença do prefeito de Esperantina da época Felipe Santolia, que desfilou montado sobre a égua no desfile da rosa e branco.
Em 2008 o sambão levou para avenida Marechal Castelo Branco um enredo afro "Saga Negra, da Africa a Esperança Garcia", a escola da Baixa da Égua neste ano homenageou à Esperança Garcia, a negra que ganhou notoriedade por sua coragem: entregou uma carta em Oeiras ao governador da província denunciando maus tratos aos escravos. A ex-deputada Francisca Trindade e figuras como Pixinguinha, Cartola, Pelé, Clementina de Jesus e Zumbi dos Palmares foram homenageados, como símbolos do orgulho negro além disso o Sambão surpreendeu o público entregando 300 rosas nas arquibancadas. A escola contou com o apoio de vários grupos afro culturais de Teresina, e assim entrou na avenida de um jeito que jamais uma escola de samba teresinense havia desfilado. Com cerca de 1500 integrantes, grandes carros alegóricos e uma bateria de 120 ritmistas, a rosa e branco fez um maravilhoso desfile, com direito a aplausos da arquibancada do inicio ao fim do desfile e alguns gritos de campeã, sendo considerada a favorita pra conquistar o titulo do carnaval de Teresina 2008.
Mas o que era festa acabou se tornando pesadelo para a rosa e branco, ao final da apuração realizada na quarta feira de cinzas, o Sambão chegou a ser declarada campeã do carnaval, mas alguns minutos depois, foi informado que havia um erro na contagem das notas e seria preciso reconta-las, após a recontagem dos votos a Skindô e a Brasa Samba empataram, e assim foram declaradas campeãs, fazendo o Sambão ficar com um melancólico vice-campeonato.

## Símbolos
As cores da escola são o rosa e o branco, o símbolo da escola foi herdado de sua comunidade, a baixa da égua, seu símbolo maior é a égua que passou a ser utilizada na década de 1980 e de la pra cá esteve presente em todos os desfiles.

## Segmentos

### Presidentes
| Nome                                               | Mandato    | Ref. |
| -------------------------------------------------- | ---------- | ---- |
| Francisco das Chagas Oliveira Alcântara (Chapinha) |            |      |
| Capitão João Tomás                                 |            |      |
| Roberto Carioca                                    |            |      |
| Marcelino Eduardo da Rocha                         |            |      |
| Marcelino Eduardo da Rocha Filho                   |            |      |
| José Airton de Sá                                  |            |      |
| Magnaldo de Sá Cardoso                             |            |      |
| Assis Machado                                      |            |      |
| Ulissis Lustosa                                    | 1998–2002  |      |
| Manoel Messias do Espírito Santo (Manoel Messias)  | 2003–atual |      |

### Diretor de Bateria
| Nome                                  | Período    | Ref. |
| ------------------------------------- | ---------- | ---- |
| Mestre Farol                          | 1973–1985  |      |
| Mestre Cadim                          |            |      |
| Mestre Aquino                         |            |      |
| Mestre Luizinho da Mocidade           | 2002–2004  |      |
| Mestre Jairo                          |            |      |
| Mestre Naka                           | 2005–2009  |      |
| Mestre Moisés                         | 2014–2015  |      |
| Mestre Manoel Messias Junior (Juroba) | 2008–atual |      |
| Mestre Lolo (Antonio Neto)            | 2017–atual |      |

### Corte de Bateria
| Período   | Rainha                 | Madrinha               | Musa          |
| --------- | ---------------------- | ---------------------- | ------------- |
| 2003–2009 | Mauricelia Vieira      | Marcela Cardoso        |               |
| 2009–2010 | Marcela Cardoso        | Mauricelia Vieira      | Crislene Melo |
| 2014–2015 | Jainy Daianny          | Crislene Melo          |               |
| 2016–2017 | Narayna Santos Andrade | Larissa Karielly Moura | Hellen Rocha  |

### Diretores
| Período    | Diretoria de Carnaval         | Diretor Geral de Harmonia |
| ---------- | ----------------------------- | ------------------------- |
| 2007–2010  | Ilana Maria do Espirito Santo | Emerson Brasil            |
| 2016–atual | Ericke Oliveira Lopes         |                           |

## Carnavais
| Ano         | Colocação             | Enredo                                                                                              | Carnavalesco                   | Intérprete                             | Ref.        |
| ----------- | --------------------- | --------------------------------------------------------------------------------------------------- | ------------------------------ | -------------------------------------- | ----------- |
| 1973        | 3° lugar              | Samba Sambão                                                                                        | Comissão de Carnaval           | Manoel Messias                         |             |
| 1974        | Vice-Campeã           | Miscigenação Brasileira                                                                             | Bob Robluyd                    | Manoel Messias                         | [ 4 ]       |
| 1976        | Campeã                | Saudações aos Orixás                                                                                | Bob Robluyd                    | Manoel Messias                         |             |
| 1977        | Campeã                | Signos Zodiacais                                                                                    | Bob Robluyd                    | Manoel Messias                         |             |
| 1978        |                       | Homenagem à Imperatriz Teresa Cristina                                                              | Bob Robluyd                    | Manoel Messias                         |             |
| 1980        | 4° lugar              | O Baralho                                                                                           | Bob Robluyd                    | Manoel Messias                         |             |
| 1981        | Vice-Campeã           | Exaltação Ecológica                                                                                 | Miguel Pro                     | Manoel Messias                         |             |
| 1982        | 4° lugar              | | Miguel Pro                     | Manoel Messias                         |             |
| 1983        | 4° lugar              | Dez anos de Sambão                                                                                  | Miguel Pro                     | Manoel Messias                         |             |
| 1984        | 4° lugar              | Velho Monge, nosso querido rio Parnaíba!                                                            | Miguel Pro                     | Manoel Messias                         |             |
| 1985        | 4° lugar              | | Miguel Pro                     | Manoel Messias                         |             |
| 1986        | Vice-Campeã           | Índio Thucarramãe                                                                                   | Guto Cearense                  | Manoel Messias                         |             |
| 1987        | Campeã                | Os Bilinguinguins do Magro de Aço                                                                   | Guto Cearense                  | Manoel Messias                         |             |
| 1988        | Campeã                | Mãe África                                                                                          | Guto Cearense                  | Manoel Messias                         |             |
| 1989        | Não houve desfile     | Brasil País das Maravilhas                                                                          | Guto Cearense                  | Manoel Messias                         |             |
| 1989 a 1997 |                       | Não houve desfiles de escolas de samba em Teresina                                                  |                                |                                        |             |
| 1998        | Desfilou sem competir | As sete maravilhas do Piauí                                                                         | Durval                         | Junior da Vila                         |             |
| 1999        | Desfilou sem competir | | Durval                         | Junior da Vila                         |             |
| 2000        | 5° lugar              | A Lenda da cana de açúcar                                                                           | Ulisses Lustosa                | Manoel Messias                         |             |
| 2001        | 3° lugar              | Novo Milênio na visão do Criador                                                                    | Ulisses Lustosa                | Manoel Messias                         |             |
| 2002        | 3° lugar              | Teresina meu amor, Parabéns pelo Sesquicentenário                                                   | Ulisses Lustosa                | Humberto Morais                        |             |
| 2003        | 3° lugar              | De cidade em cidade histórica do quase deu certo ou vai ou racha Piaui na última fronteira agrícola | Lulu Maravilha                 | Erivelton Marques Batuqueiro           |             |
| 2004        | 4° lugar              | Brasil, país de todos os povos                                                                      | Ulisses Lustosa                | Alexandre Junior e Manoel Messias      |             |
| 2005        | 3° lugar              | O Mercado Central de Teresina                                                                       | Ulisses Lustosa                | Alexandre Junior e Manoel Messias      |             |
| 2006        | 4° lugar              | Na corte do momo a mágica metamorfose do carnaval                                                   | Germano                        | Alexandre Junior                       |             |
| 2007        | 4° lugar              | Da saga do boi à rota do sol e das águas, Esperantina, terra da boa esperança                       | Germano                        | Alexandre Junior                       |             |
| 2008        | Vice-Campeã           | Saga Negra: da África à Esperança Garcia                                                            | Germano                        | Alexandre Junior                       |             |
| 2009        | Vice-Campeã           | Cartola – Poeta do Povo, Semente Viva do Samba                                                      | Germano                        | Alexandre Junior e Betão               | [ 1 ]       |
| 2014        | Desfilou sem competir | Panela                                                                                              | Américo Júnior                 | Junior da Vila                         | [ 5 ]       |
| 2015        | Desfilou sem competir | Vem pra rede                                                                                        | Américo Júnior e Olavo Ximenes | Junior da Vila                         | [ 2 ] [ 6 ] |
| 2016        | Vice-Campeã           | Júlio Romão e a consciência da negritude de um piauiense do século!                                 | Germano                        | Tonhão, Silvia Marrom e Hernane Felipe | [ 7 ]       |

## Títulos
- Campeã em Teresina: 1976, 1977, 1987 e 1988[6]